# Smečice
Smečice so naselje v Občini Krško.